# Roman Dostál
Roman Dostál (Ústí nad Orlicí, 13 de julio de 1970) es un deportista checo que compitió en biatlón. Ganó dos medallas en el Campeonato Mundial de Biatlón, oro en 2005 y plata en 1995, y una medalla de plata en el Campeonato Europeo de Biatlón de 1999.

## Palmarés internacional
| Campeonato Mundial | Campeonato Mundial   | Campeonato Mundial | Campeonato Mundial |
| Año                | Lugar                | Medalla            | Prueba             |
| ------------------ | -------------------- | ------------------ | ------------------ |
| 1995               | Anterselva (Italia)  | Medalla de plata   | Equipo             |
| 2005               | Hochfilzen (Austria) | Medalla de oro     | Individual         |
| Campeonato Europeo |                      |                    |                    |
| Año                | Lugar                | Medalla            | Prueba             |
| 1999               | Izhevsk (Rusia)      | Medalla de plata   | Velocidad          |